# Chrozophora
Chrozophora ist eine Pflanzengattung in der Familie der Wolfsmilchgewächse (Euphorbiaceae). Die zehn bis zwölf Arten sind von Südeuropa über Ostafrika bis nach Süd- und Zentral-Asien verbreitet. Chrozophora tinctoria diente früher zur Herstellung des Farbstoffes Tournesole.

## Beschreibung
Die Chrozophora-Arten sind krautige Pflanzen oder Halbsträucher. Die Pflanzenteile sind meist dicht mit Sternhaaren und/oder schildförmigen Schuppen bedeckt. Die Laubblätter sind wechselständig. Der Blattrand ist ganz oder wellig gezähnt. An der Blattbasis sind für gewöhnlich zwei Drüsen vorhanden. Die Nebenblätter sind pfriemlich.
Die Blütenstände sind achselständige, traubenartige Thyrsen. Die weiblichen Blüten befinden sich im unteren und die männlichen im oberen Bereich des Blütenstandes. Die männlichen Blüten besitzen fünf klappenartige Kelchblätter und fünf Kronblätter. Ein Diskus fehlt meist. Sie weisen fünf bis fünfzehn Staubblätter auf. Die Staubfäden sind zu einer Säule verwachsen. Die Staubbeutel sind zweikammerig. Die weiblichen Blüten besitzen ebenfalls fünf klappenartige Kelchblätter und fünf Kronblätter, die selten auch fehlen. Der Diskus besitzt fünf Drüsen. Der Fruchtknoten ist dreifächerig. Die drei Griffel sind zweilappig und papillös.
Die sternhaarigen oder schuppigen, manchmal höckerigen Kapselfrüchte sind dreikammerig. Die eiförmigen Samen besitzen eine glatte oder warzige Oberfläche.
Die Chromosomenzahl beträgt 2n = 22.

## Vorkommen
Das Areal der Gattung Chrozophora reicht von Südeuropa über Ostafrika bis nach Süd- und Zentralasien. Die Arten sind oft in trockeneren Lebensräumen anzutreffen.

## Systematik

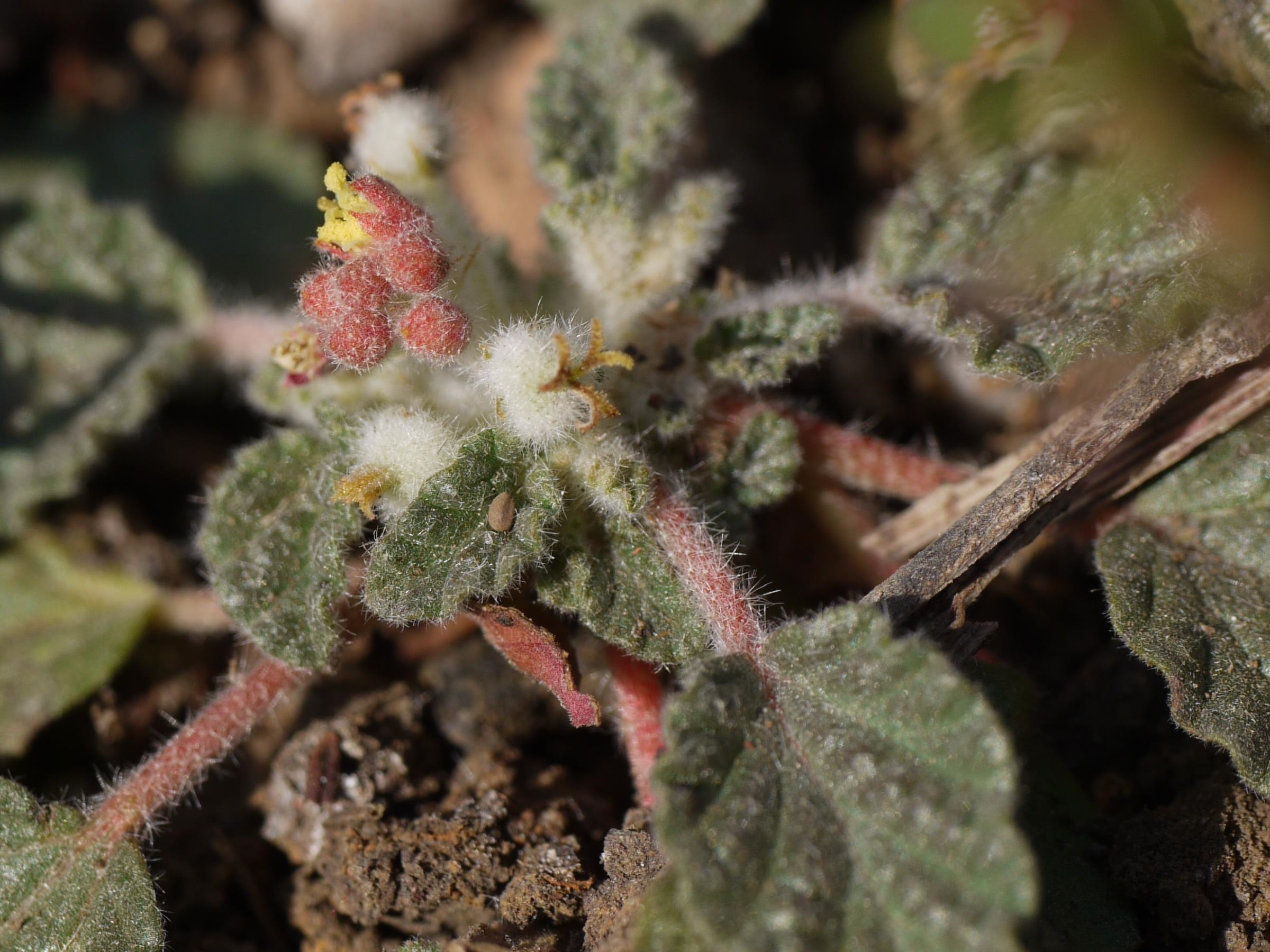
Chrozophora plicata

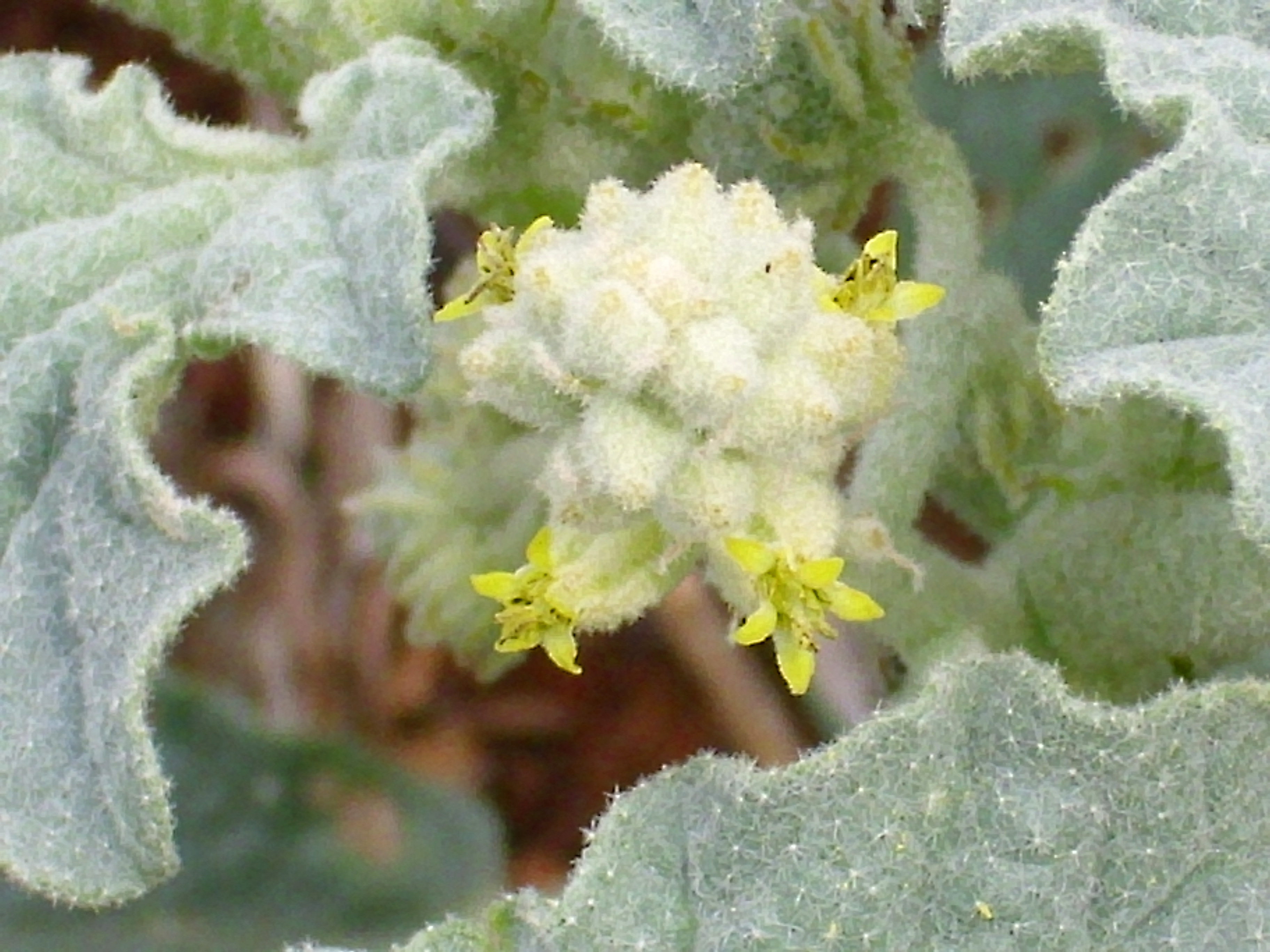
Blütenstand vom Lackmuskraut (Chrozophora tinctoria)

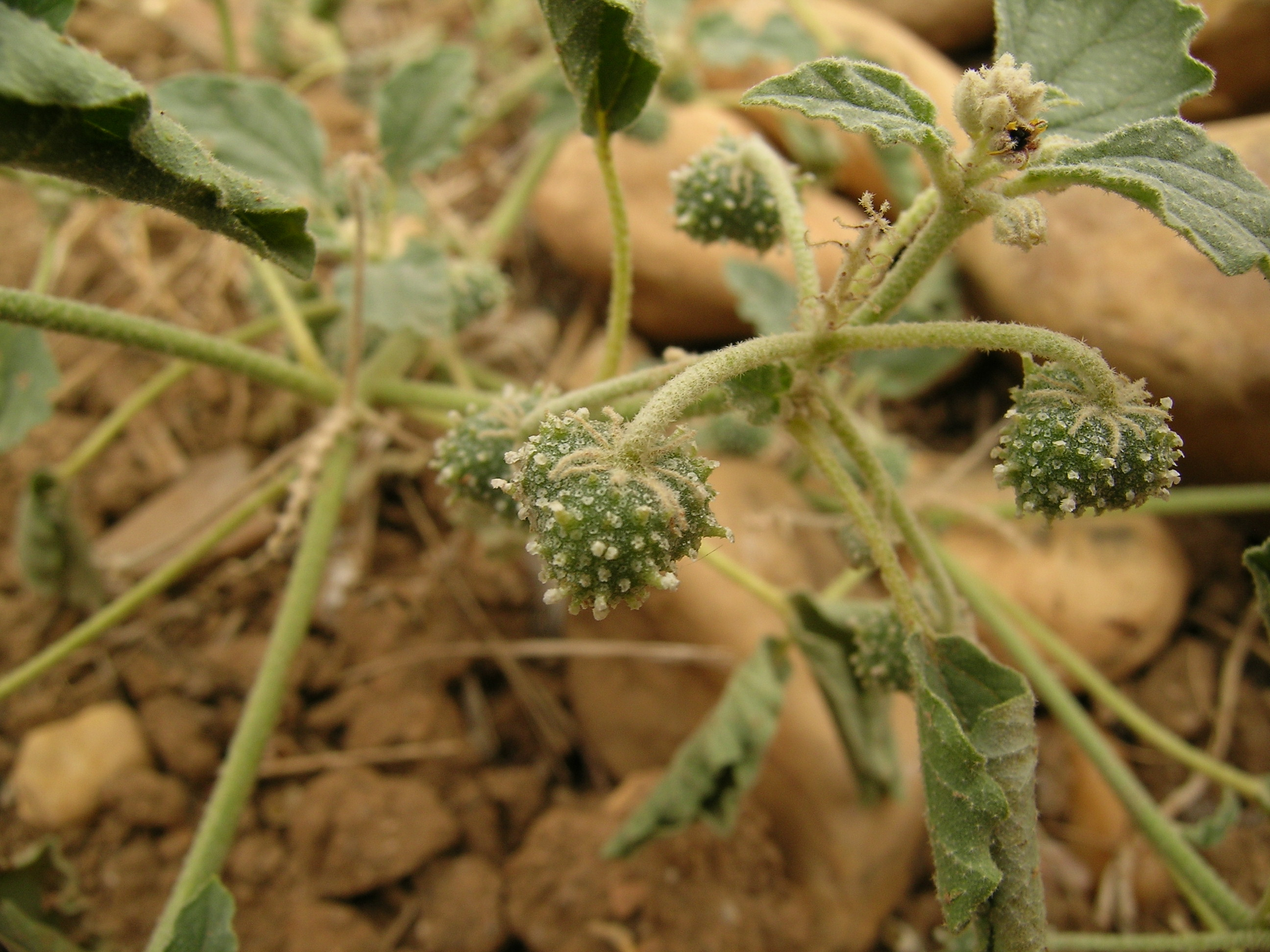
Fruchtstand von Chrozophora tinctoria

Die Gattung Chrozophora wurde 1824 durch Noël Martin Joseph de Necker in Adrien Henri Laurent de Jussieu De Euphorbiacearum Generibus Medicisque earundem viribus tentamen, tabulis aeneis 18 illustratum, S. 27 aufgestellt, dort mit der Schreibweise „Crozophora“. Typusart ist Chrozophora tinctoria (L.) A.Juss. Ein Homonym ist Chrozophora Pax & K.Hoffm. in Das Pflanzenreich 147, 14 (Heft 68), 1919, S. 5. Weitere Synonyme für Chrozophora Neck. ex A.Juss. sind: Crossophora Link, Ricinoides Moench, Tournesol Adans., Tournesolia Scop.
Chrozophora ist die einzige Gattung der Subtribus Chrozophorinae, die zur Tribus Chrozophoreae in der Unterfamilie Acalyphoideae innerhalb der Familie der Euphorbiaceae gehört.
Die Gattung Chrozophora umfasst etwa neun bis zwölf Arten:
- Chrozophora brocchiana (Vis.) Schweinf. (Syn.: Croton brocchianus Vis., Tournesol brocchiana (Vis.) Kuntze, Chrozophora brocchiana var. hartmannii Schweinf., Croton macrocalyx Ehrenb. ex Schweinf., Chrozophora brocchiana var. hartmannii Müll.Arg., Chrozophora senegalensis var. lanigera Prain, Croton lanigerus (Prain) Perr. ex Prain): Heimat sind die Trockenzonen des nördlichen Afrikas, von den Kapverdischen Inseln bis Äthiopien.[5][6]
- Chrozophora gangetica Gand.: Sie ist erst vorläufig anerkannt und stammt aus Indien.[5]
- Chrozophora mujunkumi Nasimova: Sie kommt in Usbekistan vor.[5]
- Chrozophora oblongifolia (Delile) A.Juss. ex Spreng.: Sie ist im nordöstlichen Afrika, Sinai, auf der Arabischen Halbinsel, im nordwestlichen Indien und in Pakistan weitverbreitet.[5][6]
- Chrozophora plicata (Vahl) A.Juss. ex Spreng.: Sie gedeiht in den Trockengebieten des subtropischen und tropischen Afrikas, auf der Arabischen Halbinsel bis Indochina und Java.[5][6]
- Chrozophora rottleri (Geiseler) A.Juss. ex Spreng.: Ihr Verbreitungsgebiet reicht vom Indischen Subkontinent zum westlichen Indochina.[5]
- Chrozophora sabulosa Kar. & Kir.: Ihr Areal erstreckt sich von Zentralasien südwärts bis zum Oman auf der Arabischen Halbinsel bis ins nordwestliche China und Pakistan.[5]
- Chrozophora senegalensis (Lam.) A.Juss. ex Spreng. (Syn.: Croton senegalensis Lam., Tournesol senegalensis (Lam.) Kuntze, Lepidocroton serratus C.Presl): Sie gedeiht in den Trockengebieten Westafrikas vom westlichen tropischen Afrika bis Tschad.[5]
- Lackmuskraut[7] (Chrozophora tinctoria (L.) A.Juss.; Syn.: Croton tinctorius L., Ricinoides tinctoria (L.) Moench, Chrozophora tinctoria var. genuina Müll.Arg. nom. inval., Tournesol tinctoria (L.) Baill., Croton argenteus Forssk. nom. illeg., Croton obliquus Vahl, Croton verbascifolius Willd., Croton patulus Lag., Chrozophora hierosolymitana Spreng., Chrozophora obliqua (Vahl) A.Juss. ex Spreng., Chrozophora tinctoria var. hierosolymitana (Spreng.) Müll.Arg., Chrozophora verbascifolia (Willd.) A.Juss. ex Spreng., Croton oblongifolius Sieber ex Spreng. nom. illeg., Chrozophora villosa Lindl., Chrozophora sieberi C.Presl, Chrozophora integrifolia Bunge, Chrozophora tinctoria f. brachypetala Müll.Arg., Chrozophora tinctoria var. subplicata Müll.Arg., Chrozophora tinctoria var. verbascifolia (Willd.) Müll.Arg., Tournesol warionii (Coss. ex Batt. & Trab.) Baill., Tournesol obliqua (Vahl) Franch., Chrozophora warionii Coss. ex Batt., Tournesol verbascifolia (Willd.) Kuntze, Chrozophora tinctoria var. glabrata Heldr., Chrozophora glabrata (Heldr.) Pax & K.Hoffm., Chrozophora subplicata (Müll.Arg.) Pax & K.Hoffm., Chrozophora cordifolia Pazij, Chrozophora lepidocarpa Pazij, Chrozophora tinctoria subsp. obliqua (Vahl) O.Bolòs & Vigo): Es ist vom Mittelmeergebiet bis zum nordwestlichen Indien weitverbreitet.[5][6]